# Fem svarta höns
Fem svarta höns, originaltitel A Town Like Alice, amerikansk utgåva The Legacy, är en roman av Nevil Shute, publicerad 1950. Romanen handlar om krigsfångar på en oändlig vandring till ett fångläger i Singapore. Huvudpersonen är en engelsk kvinna, Jean Paget. Hon leder en grupp med svältande kvinnor och barn. En australisk krigsfånge, Joe, hjälper dem genom att stjäla fem svarta höns från japanerna. 1956 utkom en brittisk film "A town like Alice" (svensk titel "Våld i Malaya"). 1982 visades en australisk TV-serie byggd på romanen.

## Utgåvor på svenska
- 1951
- 1957
- 1965
- 1976 - ISBN 91-20-03373-7
- 1982 - ISBN 91-20-06556-6
- 1990 - ISBN 91-20-07905-2